# Palazzo Della Rovere (Savona)
Il Palazzo Della Rovere, detto anche Palazzo Santa Chiara, è un grande edificio storico che si trova nel centro medievale di Savona, tra la cattedrale di Nostra Signora Assunta e l'arteria principale della viabilità cittadina dell'epoca, che era via Pia.

## Storia

### La costruzione
Giuliano della Rovere, ancora cardinale, dovette lasciare Roma e rifugiarsi a Savona a causa dell'elezione al Soglio Pontificio del papa della famiglia Borgia, Alessandro VI, suo avversario. Credendo di prolungare questo esilio, forse di rimanervi per tutta la vita, vuole allora ricostruire il regime di vita mantenuto a Roma realizzando ad uso personale una magnificenza principesca di tipo centro-italiana. Per questo motivo acquista sin dal 1494 il palazzo di San Tomaso, un edificio medioevale che è stato precedentemente ristrutturato nel 1368. Al suo seguito Giuliano Della Rovere si porta Giuliano da Sangallo, che rimane a Savona dal 1495 al 1497. 
Savona, come luogo, è agli antipodi della magnificenza rinascimentale centro-italiana: il suo tessuto edilizio-architettonico è assimilabile a quello medioevale ligure, affine a quello genovese, e di Genova è una concorrente. L'assetto urbano è quindi deciso dai confini di famiglia o clan nobiliare, con le alte case, le numerosissime torri e le strette strade dominate dalle consorterie locali e con l'abitato rivolto al mare a valorizzare il suo porto. 
I Della Rovere iniziano a variare tale assetto in senso rinascimentale con lo zio di Giuliano, Francesco della Rovere (Papa Sisto IV). La famiglia è solita inserire le proprie architetture in maniera indipendente dal contesto locale, dominante ma tuttavia avulsa da questo. Sisto IV rinnova in Savona il convento di San Francesco dove è stato allevato. Fa qui riedificare il primo e il secondo chiostro, che planimetricamente si collocano in asse alla cappella dedicata ai suoi genitori. Questo costituisce il precedente del futuro intento del nipote Giulio II di creare per sé una tomba grandiosa, pur nella maggiore dimensione della sua tomba michelangiolesca progettata per San Pietro, in asse tra la cupola e il sepolcro di San Pietro.

### Le modifiche di Giuliano all'area dei Della Rovere

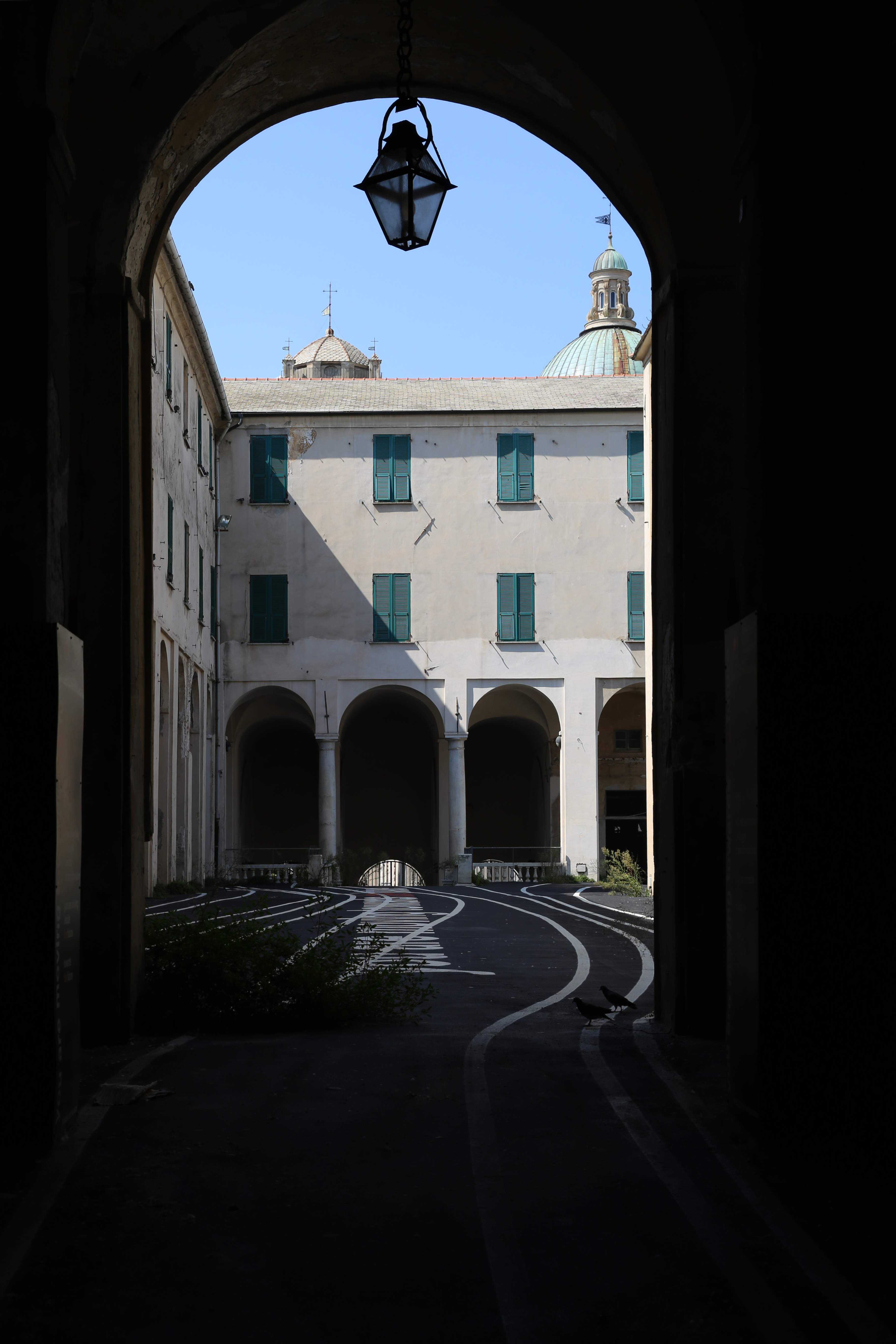
Il cortile

Con il ritorno a Savona, Giuliano Della Rovere a Savona dispone la sostituzione delle architetture dello zio con quelle più enfatiche di Giuliano da Sangallo. Giuliano intende costruire una corte sul tipo di quelle dei signori dell'Italia centrale; lo spazio della città medioevale, il fittissimo tessuto di vicoli e case alte, deve essere aperto per dare spazio alla nuova reggia. Il palazzo, per la grandiosità in cui è stato concepito dal proprietario, vuole essere la risposta al palazzo costruito dal cugino Raffaele Riario nel 1481 a Roma.
Dal 1495 è quindi avviata un'ampia acquisizione di terreni e case. L'area del nuovo palazzo include quelle appartenenti alla famiglia, con fra le altre quella di Sisto IV presso il convento di San Francesco. Nel caso la scelta è quindi dettata da richiami "dinastici", modellandosi sui palazzi cardinalizi di Roma sorti presso la chiesa del cardinale titolare. L'area del palazzo viene così a svilupparsi partendo dal convento di Sisto IV per una profondità di 70 metri sino ad affacciarsi alla via dei Nattoni (odierna via Pia, allora la più importante della città, sulla quale si affacciano le principali consorterie savonesi con i loro palazzi).
Giuliano da Sangallo inizia a costruire una facciata ad ordini sovrapposti: al piano terreno pone le sue paraste doriche in marmo bianco a spiccare sul fondo del paramento liscio della pietra nera a riquadri. Per essa recupera il bicromatismo del bianco e nero, tradizionale dell'architettura genovese, ma allo stesso tempo riferendolo al bicromatismo del bianco e verde toscano, ripreso dalla chiesa di Santa Maria delle Carceri di Prato, eseguita da Giuliano da Sangallo per Lorenzo de' Medici.
Nel maggio del 1496 Matteo dei Gaggini di Bissone realizza la facciata del palazzo Della Rovere sino al primo ordine. Si tratta della facciata tuttora in situ, presente nell'alzato sino al primo ordine. L'opera non è completata, a causa della partenza di Giuliano per Roma dove sarebbe divenuto pontefice, ed è pertanto difficile comprenderne il disegno progettuale iniziale. Il ritorno a Roma di Giuliano determina quindi la fine dell'esperimento rinascimentale savonese: l'ampliamento non procede, gli acquisti di terreni si fermano e la appena iniziata corte cardinalizio-signorile viene a poco a poco riassorbita nel fitto tessuto medioevale.

### Età napoleonica

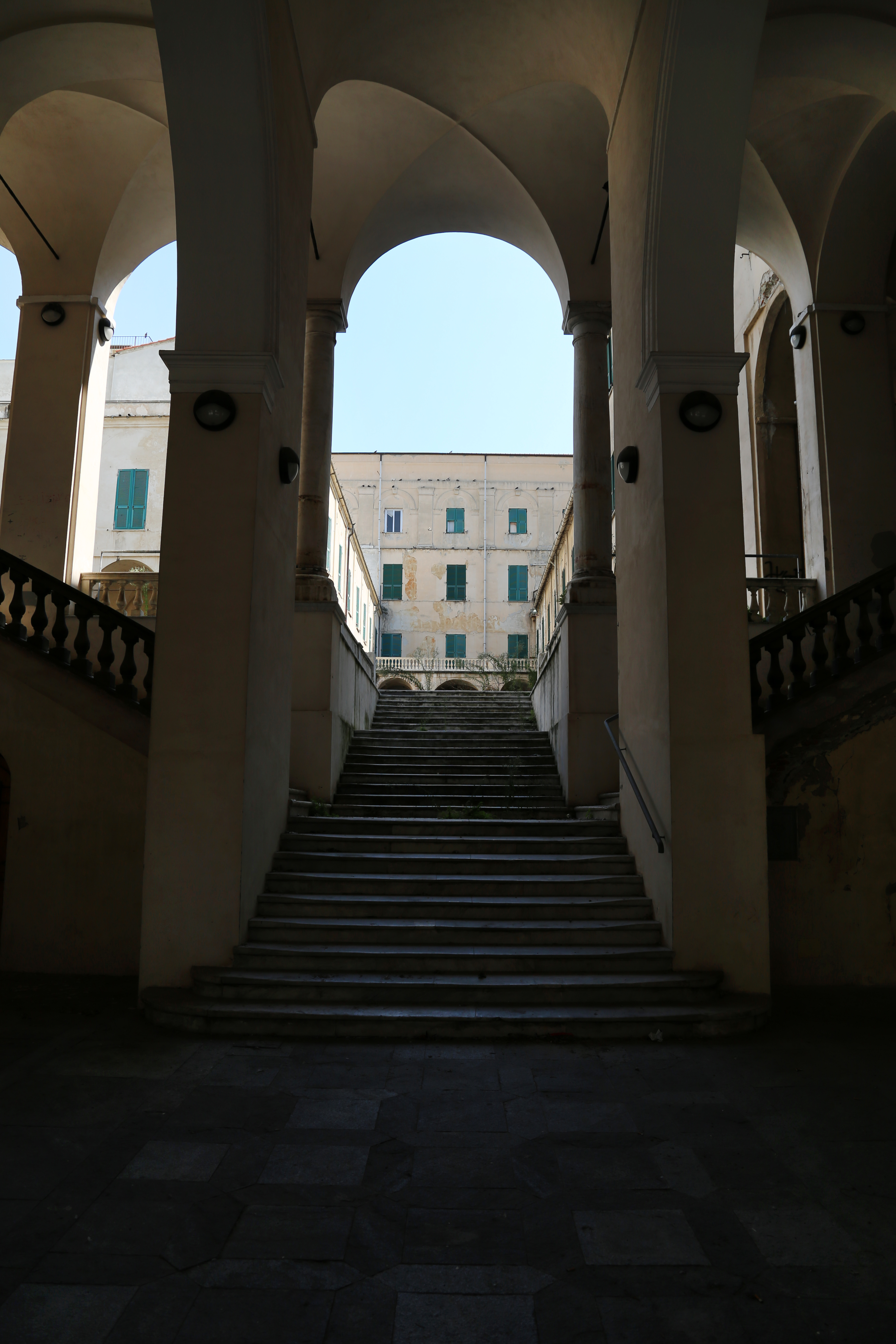
Il cortile

La proprietà roveresca del Palazzo ha breve durata: nel 1527 gli eredi di Giulio II, Clemente e Giulio della Rovere, si trasferiscono a Genova. Gli stessi eredi vendono, nel 1532, il Palazzo savonese, non ancora ultimato, a Francesco Maria Spinola di Garessio. 
La notevole dimensione del Palazzo, la cui funzione residenziale monofamiliare non deve essere di facile soluzione, è verosimilmente la causa del cambiamento di destinazione d'uso che esso subisce nel 1676, quando divenne sede di una comunità di Clarisse. Proprio per questo motivo l'edificio assume il nome di “palazzo Santa Chiara” e perde le splendide decorazioni interne, intonacate per motivi religiosi.
All’inizio del secolo XIX diventa Prefettura napoleonica ed è ulteriormente trasformato nel 1871, con l'apertura di alcune botteghe al piano terra, deturpazione questa almeno eliminata nei successivi restauri. Nel XX secolo diventa invece sede della Questura. Da ormai diversi anni, è chiuso al pubblico in attesa di essere ristrutturato e di ricevere una nuova destinazione che lo possa finalmente valorizzare al pubblico. 
Della facciata originaria prevista su via dei Nattoni (via Pia), sviluppata per nove campate, oggi resta un vestibolo d'ingresso con volta a botte eseguita a getto, decorata con gli stessi tondi, “all'antica”, sperimentati dal Sangallo per la sua casa a Firenze e poi da lui replicati nella villa medicea di Poggio a Caiano. Simile a questa è la volta a botte di un minore ambiente al piano terreno sul lato opposto, che si può pensare fosse una cappella. Esso si trova quasi di fronte al punto della cappella quattrocentesca di Sisto IV. Superiormente in questo angolo del palazzo si notano uno stemma posto in chiave di volta, un portale, una più interessante scala a chiocciola che indicano che qui avrebbe dovuto essere l'appartamento privato di Giuliano della Rovere.

### Storia contemporanea: il recupero
A Novembre 2014 si ha l’approvazione in giunta della determina con cui si definiscono due operazioni mirate al finanziamento del piano di valorizzazione di Palazzo della Rovere–S. Chiara, per l’ammontare complessivo di circa 12 milioni di euro. Il mese dopo si riapre il passaggio di Palazzo Santa Chiara: era chiuso dagli “anni di piombo”.
A Febbraio 2015 il sindaco di Savona Federico Berruti ha ufficializzato la cessione delle quote del Comune in Autofiori, che sono state acquisite dalla stessa società autostradale, per un valore di 4,4 milioni di euro. L’iter di cessione delle quote, quindi, si è chiuso positivamente, con l’amministrazione comunale pronta a utilizzare queste risorse per la prima fase del restyling di Palazzo Santa Chiara.
A Dicembre 2021 esce la notizia che torna fruibile il passaggio pedonale di Palazzo Santa Chiara a Savona.
A Marzo 2022 la giunta Russo approva il progetto per il recupero di Palazzo Santa Chiara.
A Febbraio 2023 la giunta approva il progetto definitivo. Il mese dopo esce un render di come sarà Palazzo della Rovere.
A Maggio 2023 è firmato l’accordo tra Comune di Savona e Ministero per il finanziamento di 5 milioni.
A Luglio 2023 esce la notizia che a inizio luglio la consegna dei lavori e si avranno meno di tre anni per concluderli.
A Marzo 2024 esce la notizia che piazza Duomo sarà chiusa per 4 giorni per ospitare una maxi gru.
A Gennaio 2025 esce la notizia di ritrovamenti storici durante gli scavi. Nel mentre è approvata la variante da 400mila euro.
A Febbraio 2025 la Giunta comunale di Savona approva l’atto di indirizzo per la costituzione di una Fondazione di Partecipazione come modello gestionale per Palazzo della Rovere.